# A Thousand Years (bài hát của Christina Perri)
"A Thousand Year" là một bài hát của ca sĩ - người viết bài hát người Mỹ Christina Perri và David Hodges. Bài hát được phát hành dưới dạng đĩa đơn trích từ album nhạc phim The Twilight Saga: Breaking Dawn Part I. Bài hát còn có một phiên bản khác mang tên "A Thousand Years Pt. 2".

## Diễn biến xếp hạng
Vào ngày 23 tháng 10 năm 2011, bài hát đặt chân tại No. 63 trên Billboard Hot 100, và No. 70 tại Canadian Hot 100. Bài hát đã đạt đến vị trí số 31 tại Billboard Hot 100, giúp cô ấy có"top 40 hit"thứ hai trong sự nghiệp.
Đến tháng 7 năm 2013, bài hát đã nhận được 3 triệu lượt tải về tại Hoa Kỳ. Tính đến tháng 6 năm 2014, bài hát đã bán được 3,657,000 bản tại Hoa Kỳ.
Tại Anh, bài hát đã đạt đến vị trí thứ 32 vào năm 2011. Năm sau, khi The Twilight Saga: Breaking Dawn – Part 2 được phát hành, nó đạt đến vị trí 13. Vào 2013, và sau khi Perri biểu diễn bài hát tại The X Factor (Anh), bài hát còn lên tới vị trí 11.

## Xếp hạng

### A Thousand Years

#### Xếp hạng tuần
| Bảng xếp hạng (2011–13)                        | Vị trí cao nhất |
| ---------------------------------------------- | --------------- |
| Úc (ARIA)                                      | 13              |
| Áo (Ö3 Austria Top 40)                         | 19              |
| Bỉ (Ultratip Flanders)                         | 44              |
| Brasil (Billboard Brasil Hot 100)              | 58              |
| Canada (Canadian Hot 100)                      | 70              |
| Cộng hòa Séc (Rádio Top 100)                   | 3               |
| Đan Mạch (Tracklisten)                         | 27              |
| Phần Lan (Suomen virallinen lista)             | 19              |
| Hungary (Single Top 40)                        | 18              |
| Ireland (IRMA)                                 | 7               |
| Italy (FIMI)                                   | 30              |
| New Zealand (Recorded Music NZ)                | 11              |
| Scotland (OCC)                                 | 9               |
| Slovakia (Rádio Top 100)                       | 96              |
| Tây Ban Nha (PROMUSICAE)                       | 26              |
| Thụy Sĩ (Schweizer Hitparade)                  | 21              |
| Anh Quốc (OCC)                                 | 11              |
| Hoa Kỳ Billboard Hot 100                       | 31              |
| Hoa Kỳ Adult Contemporary (Billboard)          | 11              |
| Hoa Kỳ Adult Pop Airplay (Billboard)           | 7               |
| Hoa Kỳ Billboard Hot 100 Airplay (Radio Songs) | 46              |
| Hoa Kỳ Latin Pop Songs (Billboard)             | 24              |
| Hoa Kỳ Pop Airplay (Billboard)                 | 22              |

#### Xếp hạng cuối năm
| Bảng xếp hạng (2012)              | Vị trí |
| --------------------------------- | ------ |
| Australia (ARIA)                  | 67     |
| New Zealand (Recorded Music NZ)   | 50     |
| UK Singles (OCC)                  | 110    |
| US Billboard Hot 100              | 87     |
| US Adult Contemporary (Billboard) | 21     |
| US Adult Top 40 (Billboard)       | 24     |

| Bảng xếp hạng (2013) | Vị trí |
| -------------------- | ------ |
| UK Singles (OCC)     | 57     |

### Bảng xếp hạng cuối thập niên
| Bảng xếp hạng (2010–2019)            | Vị trí |
| ------------------------------------ | ------ |
| Australia (ARIA)                     | 46     |
| UK Singles (Official Charts Company) | 79     |

### A Thousand Years, Pt. 2
| Bảng xếp hạng (2012–13)                   | Vị trí cao nhất |
| ----------------------------------------- | --------------- |
| Úc (ARIA)                                 | 39              |
| Brazil (Billboard Brasil Hot 100 Airplay) | 98              |
| Canada (Canadian Hot 100)                 | 40              |
| Pháp (SNEP)                               | 66              |
| Đức (GfK)                                 | 26              |
| Italy (FIMI)                              | 27              |
| Hà Lan (Single Top 100)                   | 80              |
| New Zealand (Recorded Music NZ)           | 31              |
| Hoa Kỳ Billboard Hot 100                  | 53              |

## Chứng nhận

### A Thousand Years
| Quốc gia                                                                           | Chứng nhận  | Số đơn vị/doanh số chứng nhận |
| ---------------------------------------------------------------------------------- | ----------- | ----------------------------- |
| Úc (ARIA)                                                                          | 6× Bạch kim | 420.000^                      |
| Canada (Music Canada)                                                              | Bạch kim    | 10.000^                       |
| Ireland (IRMA)                                                                     | Vàng        | 7.500^                        |
| Ý (FIMI)                                                                           | Vàng        | 15.000*                       |
| México (AMPROFON)                                                                  | Bạch kim    | 60,000*                       |
| New Zealand (RMNZ)                                                                 | Bạch kim    | 15.000*                       |
| Anh Quốc (BPI)                                                                     | Bạch kim    | 600.000^                      |
| Hoa Kỳ (RIAA)                                                                      | 4× Bạch kim | 3,657,000                     |
| * Chứng nhận dựa theo doanh số tiêu thụ. ^ Chứng nhận dựa theo doanh số nhập hàng. |             |                               |

### A Thousand Years, Pt. 2
| Quốc gia                                                                           | Chứng nhận | Số đơn vị/doanh số chứng nhận |
| ---------------------------------------------------------------------------------- | ---------- | ----------------------------- |
| Hoa Kỳ (RIAA)                                                                      | Vàng       | 500,000‡                      |
| * Chứng nhận dựa theo doanh số tiêu thụ. ^ Chứng nhận dựa theo doanh số nhập hàng. |            |                               |